# Shemale

A transzbüszkeség zászlaja

A transzneműség szimbóluma

A shemale (vagy she-male) egy kifejezés, amelyet leggyakrabban a pornóiparban használnak az abban dolgozó transznemű nőkre (akiknek születésük idején a társadalmi nemüket a biológia nemük alapján az irataikban férfiként jegyezték be). A shemale kifejezés transzszexuális nőkre való használata utalhat arra, hogy az illető az önálló döntése, azonban legfőképpen a társadalmi és/vagy egzisztenciális kényszer hatására a prostituáltként / szexmunkásként a szexiparban dolgozik. (A rendszerszintű transzfóbia nyomására a transznemű közösségben drasztikusan magas a munkanélküliségi ráta. Sokan szorulnak rá a képzettségükhöz képest alacsonyabb státuszú, rosszabbul fizető vagy gyakran a szexuális jellegű szolgáltatásokat kínáló foglalkozások végzésére.)
A shemale kifejezést a 19. század közepe óta használják, amikor a humoros beszélgetésekben a nőket, különösen az agresszív nőket hívták így.

## Használata
A kifejezés alkalmazásával régebben egyes pszichológusok utaltak azokra a transznemű nőkre, akik bár már elkezdték a nemi átmenet egészségügyi részét, de nemi szerveikkel kapcsolatos helyreállító beavatkozásokon (még) nem vagy nem szándékoztak átesni.
Néhányan közülük elfogadták a kifejezést: Kate Bornstein azt írta, hogy „egy barátom, aki »shemale«-ként jellemezte önmagát, azt mondta, hogy a shemale »mell, nagy haj, sok smink és egy pénisz«”.
A transznemű emberek jelentős hányada sértőnek, megalázónak és elavultnak tartja a kifejezést annak szexista, szexualizáló, tárgyiasító és dehumanizáló jelentéstartalma miatt.